# Captured Anthems for an Empty Bathtub
Captured Anthems for an Empty Bathtub è un album della band canadese KC Accidental. Inizialmente viene autoprodotto e distribuito in un solo negozio di Toronto dagli stessi componenti della band. Successivamente è stato ristampato dall etichetta Noise Factory nel 2003.

## Tracce
Tutti i brani sono stati composti da Kevin Drew e da Charles Spearin.
1. Nancy and the Girdle Boy 4:59
2. omething for Chicago 2:12
3. Anorexic He-Man 6:40
4. Save the Last Breath 8:57
5. Kev's Message for Charlie 4:09
6. Tired Hands 12:22
7. unknown
8. unknown
9. unknown
10. unknown
11. unknown
12. unknown